# ハンドヘルドテレビ
ハンドヘルドテレビとは、テレビジョン放送を視聴するための携帯機器である。 

## 歴史

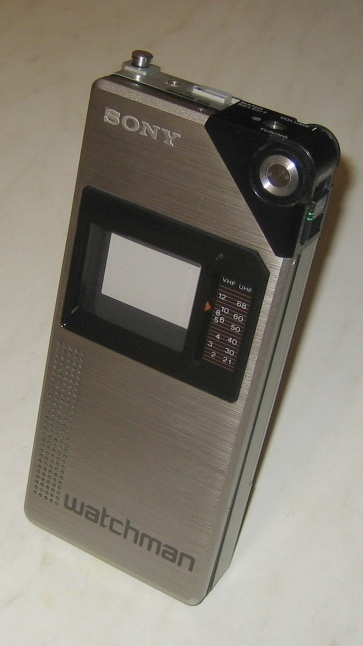
ソニーウォッチマン

1970年代から1980年代初頭にかけて、パナソニックとシンクレア・リサーチは、大きなポケットに入るくらいの小型テレビを発売した。パナソニック ICテレビ TR-001およびMTV-1と呼ばれる。表示器には極小なCRTディスプレイが使われた。 
1982年にソニーがウォークマンに似た命名の「ウォッチマン」初代モデルを発売した。これはグレースケールの液晶ディスプレイを搭載していた。その数年後にアクティブ・マトリクス型カラー液晶搭載モデルも発売された。 
デジタル放送に切り替わってから、ハンドヘルドテレビは小型化と品質の向上が進んだ。ポータブルテレビは最終的にDVB-Hでデジタルテレビに移行したが、あまり成功しなかった。DVB-T規格（ヨーロッパ共通）のハンドヘルドテレビの現在の主なメーカーは、アウグスインターナショナル、ODYS、Xoroの3社である。
日本を始めとするISDB-T採用国の一部では、携帯機器向けテレビ放送としてワンセグによる放送を実施している国がある。またそれとは別に、一般のテレビ受像機向けの放送（いわゆるフルセグ）を受信できるポータブルテレビを製造するメーカーも存在する。日本では他に衛星放送としてモバHO!（2004年10月 - 2009年3月）、V-High帯マルチメディア放送としてNOTTV（2012年4月 - 2016年6月）が存在したが、両者は既に放送を終了している。

## ハードウェア

ポケットテレビCRTの要素：（1）埋め込み型スクリーン、（2）電子ビーム、（3）電子銃

これらの機器には、コンポジットモニターとしての機能のため、コンポジット映像信号アナログのモノラルオーディオを中継用のステレオ1/8インチ（3.5mm）のRCA端子がよく不足している。一部のモデルでは、標準的なテレビモデルのF型コネクタまたはPALコネクタを介して通常中継される放送信号用のモノラル3.5mmジャックを備えている。 
一部にはHDMI 、 USB 、 SD端末が含まれる。 
画面サイズは1.3～5インチ（33～127mm）と様々である。ハンドヘルドテレビの中には、ポータブルDVDプレーヤーやUSBパーソナルビデオレコーダーとしても使用できるものもある。 

## サイズ
- ポータブルテレビはポケットに収まらないが、電池で動くことが多く、シガーライターの差込プラグが付属している。
- ポケットテレビはポケットに収まる。
- ウェアラブルテレビは腕時計の形で作られることもある。

## 有名ブランドとモデル
- アウグスインターナショナル -DA100C
- ODYS -LIVE
- Xoro -HSD7790
- RCA -DPTM70R

## 参照
1. ↑  “1970年代 カラーテレビの普及が加速 | パナソニック テレビと家電の歴史 | テレビ ビエラ | 東京2020オリンピック・パラリンピック公式テレビ | Panasonic”. panasonic.jp. 2020年4月11日閲覧。
2. ↑  “Sony Japan | Sony Design｜History｜1980s”. www.sony.co.jp. 2020年4月11日閲覧。